# Ajax (1805)
Pour les articles homonymes, voir Ajax.
L'Ajax est un vaisseau de ligne de 74 canons de la classe Téméraire en service dans la marine française pendant le premier Empire.

## Service actif
En 1806 et 1807, il est à Rochefort, sous les ordres du capitaine de vaisseau Petit, dans l'escadre de l'île d'Aix du contre-amiral Allemand,.
En 1808, l'Ajax parvient à gagner la Méditerranée où il porte par intermittence le pavillon du contre-amiral Allemand.
Au début de l'année 1813, l'Ajax est sous le commandement du capitaine de vaisseau Magendie. Le 5 novembre 1813, le vaisseau participe à une sortie d'une escadre la flotte de la Méditerranée qui rencontre l'escadre britannique de blocus commandée par Edward Pellew. L'Agamemnon, l'Ajax, l'Ulm, le Borée et les frégates Melpomène, Pénélope et Galatée affrontent les vaisseaux britanniques Caledonia, San Josef, Boyne, Scipion, Mulgrave, Pembroke et Armada. Alors que l'Agamemnon et les frégates risquent d'être enveloppés par les navires britanniques, le contre-amiral Cosmao-Kerjulien vient à leur secours à bord du 118 canons Wagram et permet à l'escadre de regagner Toulon.